# Tetraogallus
Tetraogallus J.E.Gray, 1832 è un genere di uccelli della famiglia dei Fasianidi.

## Tassonomia
Il genere comprende le seguenti specie:
- Tetraogallus caucasicus (Pallas, 1811) - tetraogallo del Caucaso
- Tetraogallus caspius (S. G. Gmelin, 1784) - tetraogallo del Caspio
- Tetraogallus himalayensis G. R. Gray, 1843 - tetraogallo dell'Himalaya
- Tetraogallus tibetanus Gould, 1854 - tetraogallo del Tibet
- Tetraogallus altaicus (Gebler, 1836) - tetraogallo dell'Altai